# Paul Hines
Paul Aloysius Hines (1º de março de 1855 – 10 de julho de 1935) foi um jogador profissional de beisebol que atuou como campista central nas ligas National Association e Major League Baseball de 1872 até 1891. Nascido na  Virgínia, ele é creditado por ter vencido a primeira tríplice coroa em 1878; o feito, entretanto, não foi observada na época, pois RBIs não eram contadas até anos mais tarde, home runs eram raros e a liderança em home runs obscura, e Abner Dalrymple foi então erroneamente reconhecido como o campeão em rebatidas. Existem controvérsias sobre se  Hines foi também o primeiro jogador a fazer uma queimada tripla sem assistência.
Hines morreu aos 80 anos em Hyattsville, Maryland, surdo e cego. Sua audição foi prejudicada na década de 1880, se não antes.